# Dolmens de la Combe de l'Ours (Montbrun)
Les dolmens de la Combe-de-l'Ours, sont deux dolmens situés sur la commune de Montbrun, dans le département du Lot. 

## Homonymie et confusion
Il ne faut pas les confondre avec le Dolmen des Aguals, auquel on donne donc parfois aussi le nom de Dolmen de la Combe de l'Ours, situé à proximité, qui est lui situé à cheval sur la limite communale avec Gréalou, en surplomb de la Combe de l'Ours,

## Dolmen n°1
Le dolmen est situé en bord de combe. La chambre est orientée selon l'azimut 116°. Le tumulus de forme ronde mesure 15 m de diamètre. 44° 31′ 46″ N, 1° 53′ 56″ E
| Dalle                                                   | Longueur | Épaisseur | Largeur |
| ------------------------------------------------------- | -------- | --------- | ------- |
| Orthostate droit cassé en son milieu                    | 2,40 m   | 0,18 m    | 0,95 m  |
| Orthostate gauche                                       | 3,20 m   | 0,25 m    | 1,25 m  |
| Chevet                                                  | 1,40 m   | 0,10 m    | 0,65 m  |
| Données : Inventaire des mégalithes de la France, 5-Lot |          |           |         |

## Dolmen n°2
Le dolmen est situé en bord de combe. La chambre est orientée selon l'azimut 118°. Le tumulus de forme ronde mesure 11 m de diamètre. 
44° 31′ 35″ N, 1° 53′ 59″ E
| Dalle                                                   | Longueur | Épaisseur | Largeur |
| ------------------------------------------------------- | -------- | --------- | ------- |
| Table cassée en plusieurs morceaux                      |          | 0,45 m    |         |
| Orthostate droit                                        | 2,60 m   | 0,20 m    | 0,80 m  |
| Orthostate gauche                                       | 2,45 m   | 0,35 m    | 0,75 m  |
| Chevet                                                  | 1,50 m   | 0,15 m    | 0,10 m  |
| Données : Inventaire des mégalithes de la France, 5-Lot |          |           |         |